# ミカワサンショウウオ
ミカワサンショウウオ(Hynobius mikawaensis)は、両生綱有尾目サンショウウオ科サンショウウオ属に分類される有尾類。

## 分布
日本（愛知県東部＜岡崎市、新城市、豊田市＞）

## 形態
頭胴長5 - 6.1センチメートル。背面の体色はオリーブ色だが、頭部前部や四肢に銀白色の斑点が入る。体長9cmほどで色は茶褐色、青白い点の模様がある。
形態はクロサンショウウオとは大きく異なるが、ホクリクサンショウウオに類似する。この2種と比較すると四肢は短く、胴体は長い。Hynobius lichenatus species groupに含まれ、クロサンショウウオやホクリクサンショウウオに近縁な系統という解析結果が得られている。東北地方のクロサンショウウオ、や石川県や富山県に生息するホクリクサンショウウオに似ているが、脚が短いことなどが特徴。

## 生態
標高500 - 700メートルの丘陵地に生息する。非繁殖期は産卵地周辺の林床（ササ類が密生している）で生活していると考えられている。
スギの植林地や針広混交林内にある、渓流の源流域や渓流周辺にある湿地の湧水中で繁殖する。19 - 56個の卵を産む。

## 人間との関係
分布が限定的で、生息数は減少している。森林伐採やササ帯衰退による生息地の破壊、道路建設や土地造成による土砂の流入、販売・ペット目的の採集による影響が懸念されている。
絶滅危惧IA類 (CR)（環境省レッドリスト）